# Nevada (Iowa)
Nevada é uma cidade localizada no estado americano de Iowa, sendo a cidade-sede e a segunda mais populosa do Condado de Story. A pronúncia do nome da cidade é diferente do estado americano de Nevada.

## Demografia
Segundo o censo americano de 2010, a sua população era de 6 798 habitantes. Em 2019, foi estimada uma população de 6 677 habitantes.

## Geografia
De acordo com o Departamento do Censo dos Estados Unidos, tem uma área de 13,16 km², dos quais 13,11 km² cobertos por terra e 0,05 km² cobertos por água.

## Localidades na vizinhança
O diagrama seguinte representa as localidades num raio de 20 km ao redor de Nevada.